# الفترة الآشورية القديمة
كانت الفترة الآشورية القديمة المرحلة الثانية من التاريخ الآشوري، تغطي تاريخ مدينة آشور من صعودها كدولة مدينة مستقلة تحت حكم بوزور آشور الأول حوالي عام 2025 قبل الميلاد إلى تأسيس دولة آشورية أكبر بعد تولي آشور أوباليط الأول حوالي عام 1363 قبل الميلاد، والذي يمثل بداية الفترة الآشورية الوسطى اللاحقة. تتميز الفترة الآشورية القديمة بأقدم الأدلة المعروفة على تطور ثقافة آشورية متميزة، مختلفة عن تلك الموجودة في جنوب بلاد ما بين النهرين، وكانت فترة زمنية مضطربة جيوسياسيًا حيث وقعت آشور عدة مرات تحت سيطرة أو تبعية ممالك أو إمبراطوريات. تتميز الفترة بظهور لهجة آشورية متميزة من اللغة الأكدية، وظهور تقويم زمني آشوري محلي وتحول آشور إلى موقع بارز للتجارة الدولية في فترة من الفترات.
خلال معظم فترة آشور القديمة، كانت دولة مدينة مدينية ثانوية بتأثير سياسي وعسكري محدودين. على عكس ملوك آشور في الفترات اللاحقة، كان ملوك فترة آشور القديمة مجرد أحد كبار المسؤولين البارزين في إدارة المدينة وعادة ما استخدموا اللقب «إيشياك آشور»، الذي يترجم إلى «الحاكم (نيابةً عن) (إله) آشور»، بدلًا من «شار» (ملك). رأس الملوك الهيئة الإدارية الفعلية للمدينة، التي كانت تتألف من أعضاء بارزين ومؤثرين في جماعة آشور. على الرغم من نقصها في القوة العسكرية والسياسية، كانت آشور مركزًا اقتصاديًا مهمًا في شمال بلاد ما بين النهرين. منذ زمن إريشوم الأول (حوالي 1974-1935 قبل الميلاد) وحتى نهاية القرن التاسع عشر قبل الميلاد، كانت المدينة محورًا في شبكة تجارية كبيرة تمتد من جبال زاغروس في الشرق إلى وسط الأناضول في الغرب. خلال فترة كونهم تجارًا بارزين، أسس الآشوريون عددًا من المستعمرات التجارية في مواقع مختلفة ضمن شبكة التجارة، مثل كولتبه.
وصلت أول سلالة ملكية آشورية، أسسها بوزور آشور الأول حوالي عام 2025 قبل الميلاد، إلى نهايتها عندما تمت السيطرة على المدينة من قبل الفاتح الأموري الأجنبي، شمشي آدد الأول، حوالي عام 1808 قبل الميلاد. حكم شمشي آداد من مدينة شوبات إنليل وأسس مملكة قصيرة الأجل، تُعرف أحيانًا باسم مملكة شمال بلاد ما بين النهرين، والتي انهارت بعد وفاته حوالي عام 1776 قبل الميلاد. الأحداث بعد وفاة شمشي آداد حتى بداية الفترة الآشورية الوسطى ليست معروفة جيدًا، ولكن يبدو أنه بدأت حينها بعض العقود من الصراع المتكرر في آشور والمنطقة المحيطة، ليس فقط بين مختلف الدول والإمبراطوريات، مثل الإمبراطورية البابلية القديمة وماري وإشنونة، ولكن أيضًا بين مختلف سلاسل السلطة الآشورية والنبلاء الذين تنافسوا من أجل السيطرة على المدينة. وصلت هذه الفترة إلى ذروتها بإعادة تأسيس آشور كدولة مدينة مستقلة تحت سلالة آداسيد حوالي عام 1700 قبل الميلاد. أصبحت آشور تابعة لمملكة ميتاني حوالي عام 1430 قبل الميلاد ولكن استعادت استقلالها في بداية القرن الرابع عشر بعدما تعرضت ميتاني لسلسلة من الهزائم على يد الحيثيين وبدأت في تحولها إلى دولة إقليمية كبيرة تحت سلسلة من ملوك الحرب.
من خلال السجلات الكثيرة المكتوبة بالكتابة الآشورية القديمة، التي تصل إلى أكثر من 22,000 لوح طيني عثر عليها في المستوطنة التجارية الآشورية القديمة في كولتيبي، يمكن جمع الكثير من المعلومات حول الثقافة واللغة والمجتمع في الفترة الآشورية القديمة. كما في المجتمعات الأخرى في الشرق الأدنى القديم، مارس الآشوريين القدماء العبودية. ربما يعني الالتباس الناجم عن المصطلحات المستخدمة في النصوص أن العديد، ولكن ليس كل، من العبيد المفترضين كانوا في الواقع خدمًا أحرار. رغم أن الرجال والنساء كان لديهم واجبات ومسؤوليات مختلفة، كان لديهم حقوق قانونية أكثر أو أقل متساوية، حيث سمح لكلا الجنسين بورثة الممتلكات، وكتابة الوصايا، وبدء إجراءات الطلاق والمشاركة في التجارة. كان الإله الرئيسي الذي يعبد في الفترة الآشورية المبكرة، كما في الفترات اللاحقة، هو الإله الوطني الآشوري آشور، الذي كان ربما قد نشأ في الفترة الآشورية المبكرة السابقة كتجسيد مؤله لمدينة آشور نفسها.

## الاصطلاح
يقسم الباحثون الحديثون آلاف السنين من التاريخ الآشوري القديم إلى عدة مراحل استنادًا إلى الأحداث السياسية والتغيرات التدريجية في اللغة. «الآشورية القديمة» واحدة من هذه المراحل وبالتالي هي علامة زمنية. كما حددها كلاس فينهوف في عام 2008، ينطبق المصطلح على «أقدم مرحلة من ثقافة آشور القديمة التي يمكن استعادتها تاريخيًا بما فيه الكفاية لتسمى آشورية»، «الآشورية» هنا تعني مدينة آشور وثقافتها بدلًا من آشور كدولة تحكم مساحة من الأراضي؛ آشور فقط انتقلت من دولة مدينة صغيرة إلى مملكة تحكم مساحة أكبر من الأراضي في الفترة الآشورية الوسطى اللاحقة. بالتالي، تشير «الآشورية القديمة» إلى التاريخ والسياسة والاقتصاد والدين واللغة والميزات المميزة لآشور وشعبها من أقدم السجلات التاريخية الشاملة في الموقع إلى بداية الفترة الآشورية الوسطى. كانت آشور أقدم بكثير من التاريخ الذي يتم استخدامه عادة كتاريخ بداية للفترة الآشورية القديمة، إلا أن المعرفة بالفترة الآشورية المبكرة السابقة قليلة، ولم تكن آشور مستقلة خلال تلك الفترة ولكن كانت بدلًا من ذلك جزءًا من سلسلة من الدول والإمبراطوريات من جنوب بلاد الرافدين.

## التاريخ

### بوزور آشور وحكمه
يعتقد عمومًا أن آشور أصبحت دولة مدينة مستقلة تحت حكم بوزور-آشور الأول، الذي حكم حوالي عام 2025 ق.م. لا يُعرف الكثير عن بوزور-آشور، ولا يتضح تمامًا كيف تولى السلطة، على الرغم من أن أحفاده، أول سلالة ملكية في آشور، كتبوا أنه أعاد بناء الجدران حول المدينة. من المحتمل أن استقلال آشور تحقق بالتعاون مع حاكم الأور الثالث الأخير، إبي-سين (حوالي 2028-2004 ق.م)، الذي فقد قبضته الإدارية على المناطق الطرفية لإمبراطوريته. لا توجد الكثير من الأدلة الأثرية من آشور في النصف الأول من الألفية الثانية قبل الميلاد ونتيجة لذلك، فإنه يُعرف القليل نسبيًا عن المدينة وشعبها وحكامها خلال ذلك الوقت. تتعامل النقوش الملكية الباقية من هذا الوقت بشكل حصري تقريبًا مع مشاريع البناء. ما هو معروف أن بوزور-آشور وخلفاؤه بعد الاستقلال لم يدعوا فعليًا أن يكونوا ملوكًا كما فعلت السيادات الأكادية والسومرية، ولكنهم استمروا في تصوير أنفسهم كحكام، مؤكدين أن الإله الوطني الآشوري آشور كان الملك وبالتالي كان الحكام الآشوريين مجرد ممثليه على الأرض. كانت آشور خلال وقت سلالة بوزور-آشور موطنًا لحوالي 5000 إلى 8000 شخص فقط، مما يعني أن قوتها العسكرية يجب أن تكون محدودة جدًا، ولا توجد مصادر تشير إلى أي مؤسسات عسكرية على الإطلاق. لم تخضع أي من المدن المحيطة لآشور ولا توجد حتى أي سجلات معروفة للتفاعلات السياسية مع حكام المدينة المجاورة مباشرة.
النقش المعروف الأقدم الذي كتبه ملك آشوري كان من تأليف ابن بوزور-آشور وخليفته شاليم-أحوم، ويسجل الملك بناء معبد مخصص لآشور «من أجل حياته الخاصة وحياة مدينته». ابن شاليم-أحوم وخليفة إيلو-شوما هو أقدم ملك آشوري معروف انخرط في الشؤون الخارجية، وإقامة الحملات، وفتح التجارة. في أحد نقوشه، يدعي إيلو-شوما أنه فتح التجارة مع «الأكاديين (أي الجنوبيين) وأبنائهم» وبيع النحاس. إن قدرة إيلو-شوما على بيع النحاس للملوك في الجنوب مهمة لأنها توضح أن آشور في ذلك الوقت كانت تنتج نحاسًا بما يكفي لتغذية نفسها والآخرين. ليس من الواضح من أين جاء هذا النحاس، إذ ربما قام عمال المناجم الآشوريون برحلة طويلة إلى إرغاني في الشمال الغربي، والذي وصف في النصوص اللاحقة بأنه موقع هام لتعدين النحاس. وفقًا للنقوش، قام إيلو-شوما أيضًا ببناء آبار في آشور، استخدمت كمصدر للماء ولصنع الطوب لجدار المدينة. خلف إيلو-شوما ابنه الأكثر نجاحًا، إريشوم الأول (حوالي 1974-1934 ق.م)، م ملك مسجل طول فترة حكمه في قائمة الملوك الآشوريين، وهي قائمة تسجل الملوك الآشوريين وفترات حكمهم.